# Pirttisaaret
Pirttisaaret är två öar i Finland. Den ligger i sjön Lummenne och i kommunen Kuhmois i landskapet Mellersta Finland, i den södra delen av landet, 150 km norr om huvudstaden Helsingfors. Area för den av öarna koordinaterna pekar på är 0,4 hektar och dess största längd är 120 meter i öst-västlig riktning. Den andra ön är i samma storleksordning och belägen omkring 50 meter åt sydöst.